# ولاحی
ولاحی (به بلغاری: Vlahi) روستایی در بلغارستان است که در شهرستان کرسنا واقع شده‌است.